# Paul Dietel
Paul Dietel (ur. 15 lutego 1860 w Greiz, zm. 30 października 1947 w Zwickau) – niemiecki mykolog.
Paul Dietel studiował matematykę i nauki przyrodnicze na uniwersytetach w Lipsku, Berlinie i Getyndze, a następnie pracował jako nauczyciel w Greiz, Lipsku, Reichenbach, Vogtland i Glauchau. Specjalizował się w badaniach pasożytniczych grzybów rdzowców (Uredinales). W latach 1887–1943 był autorem 150 prac naukowych o tych grzybach. Zebrał także spore zbiory grzybów. Jego pierwszy zielnik grzybowy przejął Reichsmuseum w Sztokholmie, a drugi zielnik Haußknecht w Weimarze.
Opisał nowe taksony roślin i grzybów. W ich naukowych nazwach dodawane jest jego nazwisko Dietel. W 1897 roku Paul Christoph Hennings nazwał jego nazwiskiem rodzaj grzybów Dietelia.